# Ono San Pietro
Ono San Pietro is een gemeente in de Italiaanse provincie Brescia (regio Lombardije) en telt 950 inwoners (31-12-2004). De oppervlakte bedraagt 13,9 km², de bevolkingsdichtheid is 71 inwoners per km².

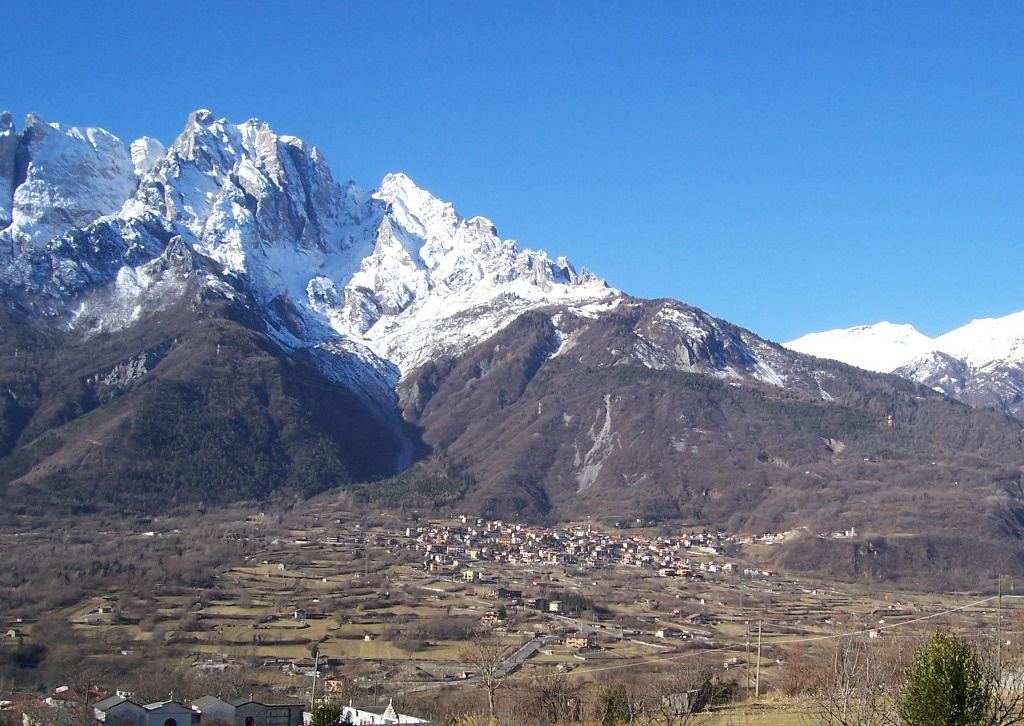
Ono San Pietro
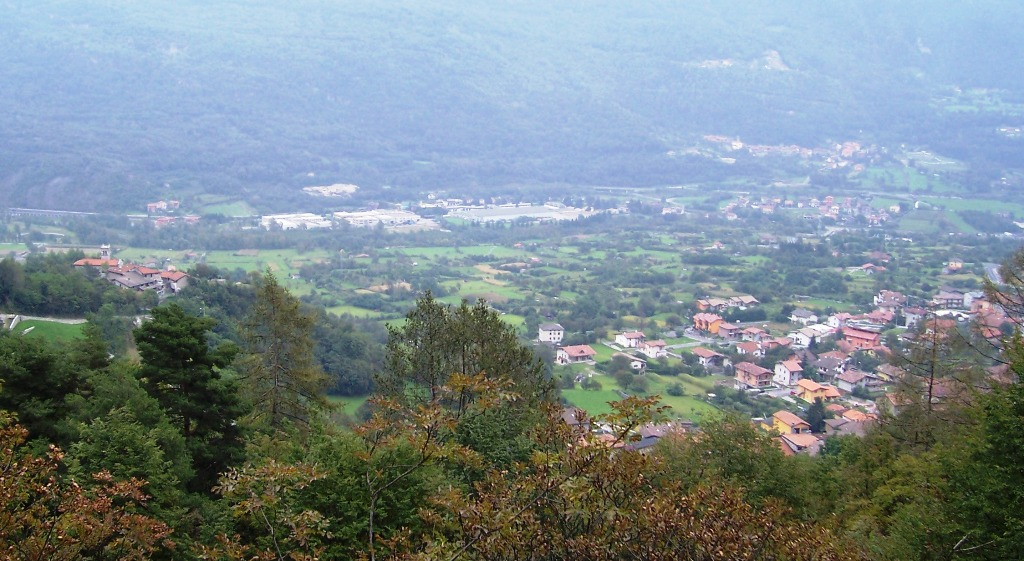
Ono en Cricolo
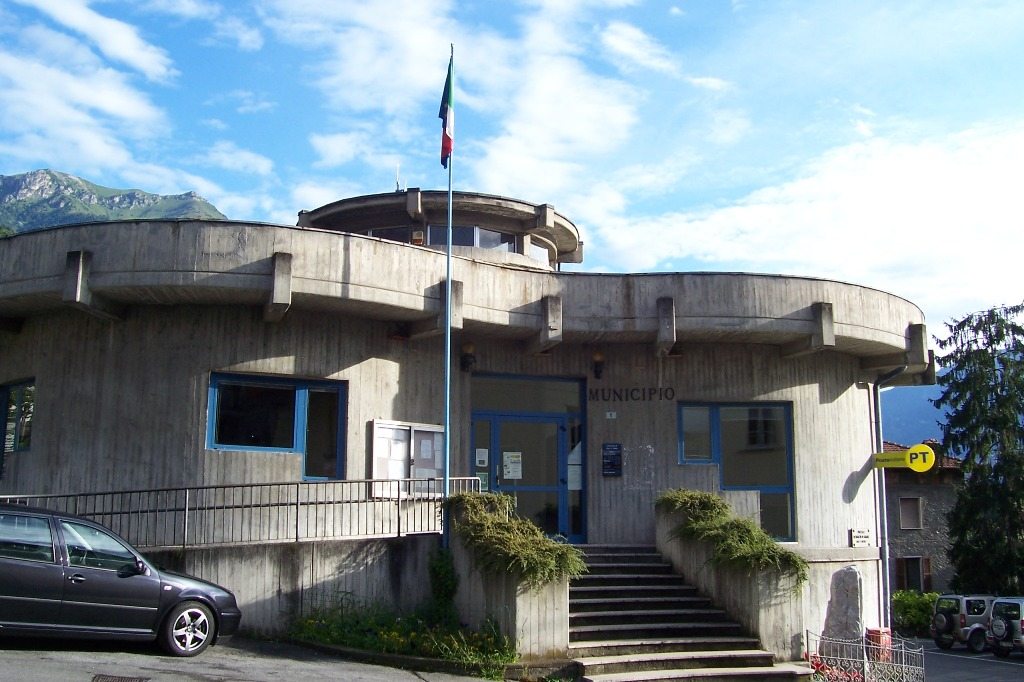
Gemeentehuis
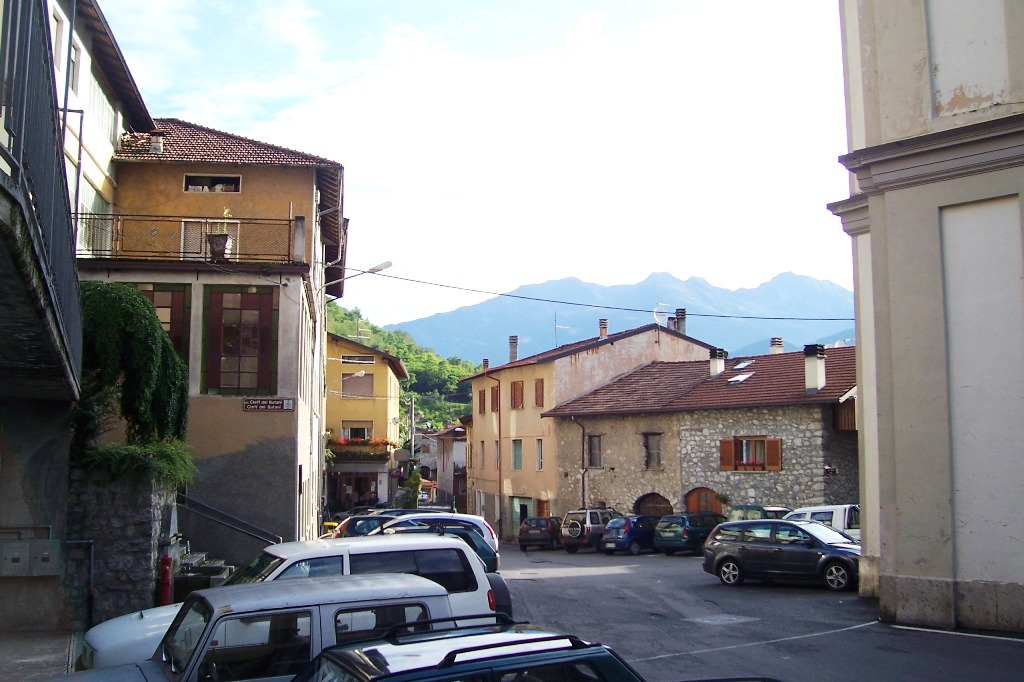
Plein in het centrum van Ono
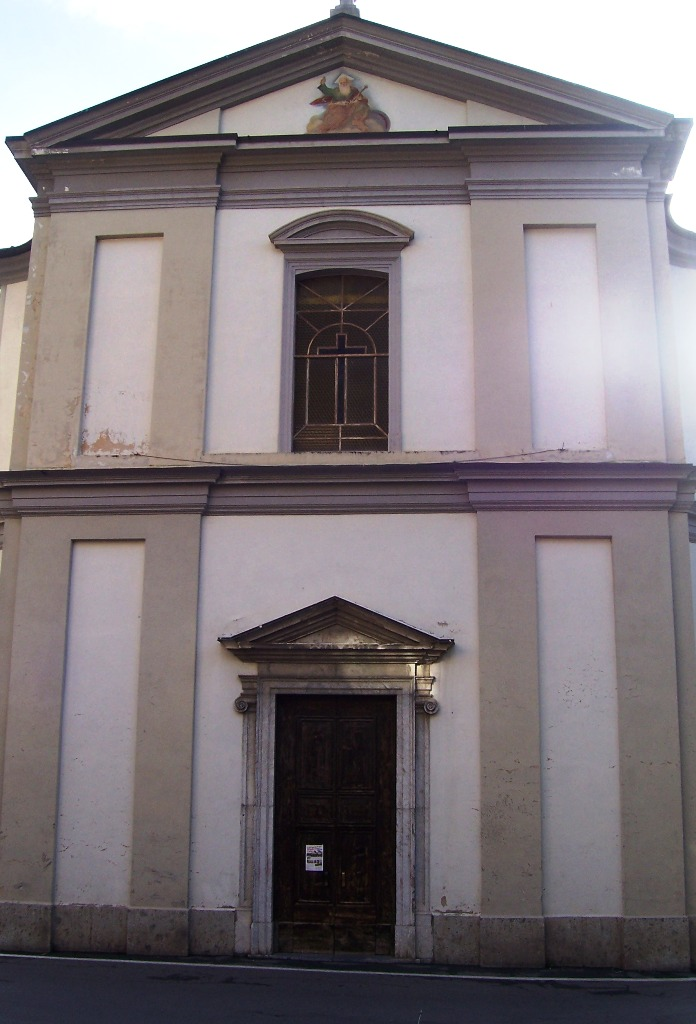
San Alessandro

## Demografie
Ono San Pietro telt ongeveer 371 huishoudens. Het aantal inwoners steeg in de periode 1991-2001 met 4,6% volgens cijfers uit de tienjaarlijkse volkstellingen van ISTAT.
| Jaar | Inwoneraantal |
| ---- | ------------- |
| 1991 | 892           |
| 2001 | 933           |

## Geografie
Ono San Pietro grenst aan de volgende gemeenten: Capo di Ponte, Cerveno, Ceto, Paisco Loveno.